# 悩殺ジャンキー
『悩殺ジャンキー』（のーさつジャンキー）は、福山リョウコによる日本の少女漫画作品。『花とゆめ』（白泉社）にて2003年21号から2008年24号まで連載された。単行本は全16巻。

## あらすじ
ナカとウミは事務所「boom!」所属のモデル。偶然ウミの秘密を知ってしまったナカは秘密をばらさない代わりに仕事をもらい、必死に秘密を隠す。しょっちゅうナカはウミに殴られたり蹴られたり飛ばされたり……。だが、チュウをしたり（事故）抱き合ったり（思わず）と仲の良い2人。いろいろな困難を乗り越えてゆくモデル達のドタバタコメディである。

## 登場人物
※声優はドラマCDのもの。

### 主要人物
蕪木 那伽（ナカ）（かぶらぎ なか）
声優：中原麻衣
森園学園中等部の3年生（後に高等部の1年生）。1989年1月12日生まれ。身長が175cmでスタイルも顔も良いのに（ただし貧乳）、緊張すると極悪面になってしまう「boom!」所属の駆け出しモデル。ウミの秘密（男であること）を知ってしまった事で仕事を手に入れる。ニックネームはナーちゃんやナカぴょん。雷が苦手。
オーディションで受かるか受からないかを賭けにされるため「ギャンブル」というあだ名がついてしまっている。
落ち着くとふとした表情に「可愛さ」や「大人っぽさ」といった「色気」が出てくるのともともと美少女なのもあいまって、現在はかなりの人気モデル。実際、彼女に対して好意を寄せる男子は多い（ウミ、花楓など）。女子からも人気は高いようで（ウミと仲が良い為、反感を持つ女子などもいるが）学校でも大人気。
ウミのことが好きだが「ウミは自分のことをからかっている」と思い込んでおり、ウミの想いに気がつかない超鈍感でもある。日常からウミに抱き締められたり、キスされたりしている。だが、そのほとんどが暴力（ウミの愛情表現または照れ隠し）なのもウミの想いに気づかない要因。ウミに告白された後、ドイツまで追いかけていきウミに告白し、公認のカップルになる。
梶原 海（ウミ）（かじわら うみ）
声優：皆川純子
ナカと同じ森園学園中等部の3年生（後に高等部の1年生）で、生徒会長。1988年8月10日生まれ。「boom!」所属の超売れっ子美少女モデルでブランド「ジャンク」のイメージモデルを務めている。が、実は男。家族には声優を目指してレッスンをしていると事務所の社長がごまかし内緒にしていたが、そのうちドイツのデュッセルの日本書店で海が載っているティーン雑誌を見つけられ、母にばれる。その後、大手週刊誌「シャッター」に目をつけられ、男とばれるのを止めようと、協力してもらうために家族全員にばらした。
頭脳明晰でテストでは常に学年トップを誇っている。座右の銘は「お前のものはオレ様のもの」。
学校では「あいつに目ぇつけられたら死あるのみ」「父親は妖怪」と恐れられていたが、文化祭でファッションショーのトリを飾ったことがバレてからは「第一次梶原ブーム」（ナカ命名）が到来、女生徒の間で大人気になっている。
生徒会役員達には常にいじられている。
ナカのことが好きだが素直になれず、暴言を吐いたり蹴っ飛ばしたりしている（いわゆるツンデレ）一方でナカのことを抱き締めたりキスしたりもしている。しかしナカには「セクハラ」「暴力」と思い込まれてしまっている。ナカの友人いわく「攻め方を間違えたな」とのこと（実際そうではあるが）。高校に入ってからはナカに気がある男子が多いので気が気でない様子。前に一日で仕事を降ろされたブランド「碧」のイメージモデルに再挑戦し、上手くいったらナカに告白すると決めていた。
以前はだんだん男の体になっていくことで女モデルを辞めなきゃいけなくなることを恐れ「成長していく」こと、つまり「時間が進む」ことを恐れていた。だが「シャッター」（週刊誌）に男とばれそうになった一件から、「時間を武器にして戦うこと」を知った。しかし「boom!」に遊佐が移籍してきたことなどから男モデルに憧れるようになり、肩幅が狭いなど（とにかく細身）自分の体が女っぽいことを気にし始める。「珠苑」の編集長に男だとバレたことをきっかけに「海」として男モデルに転向。初めは仕事を取れなかったが、徐々に取れるようになった。
堤 郁依（つつみ いくえ）
声優：石田彰
17歳にして前年の新人賞を総ナメにした天才カメラマン（現在18歳に見えない18歳）。苺モッキー、いちごみるく、苺クリームパン、苺大福など見かけによらず苺が大好き。学ラン高校生。
ある合宿オーディションでウミを馬鹿にし、ナカの怒りを買って水を浴びせられた。それ以来ナカに興味を持ち迫ったりしていたが本当は元彼女の実羽に未練があり、実羽を諦めようとナカを身代わりにしていた。
仕事で授業にあまり出られないので留年が決まっている。実羽と同じ事務所に所属、同じ学校に通っている。
後に実羽とはよりを戻した。花楓と苺のブランド「rita」の仕事後、千洋に実羽とよりを戻したこと、外国に行く予定だということを告げる。またこのとき、千洋と郁依が外国から帰ってきた後また3人で河原で会おうと約束をする。
「碧」の仕事を終えたらドイツに行くと実羽に告げた。
そしてドイツから帰った後、実羽と結婚。
秋山 千洋（あきやま ちひろ）
雑誌「メンズモンモ」の専属モデル。千緒の息子。高校の映画研究会に所属。映像作家を目指している。和歌山弁で、会話をする時やたらと至近距離に来る。ウミのことをダーリンと呼ぶこともあった。中2の夏に堤と実羽に出会い、親しくなる。
実羽が好き。だが結果的に実羽と堤を引き合わせ、実羽にやっぱり郁依が好きだと気づかせ振られる。過去に実羽を諦めようと何人もの女性と付き合っていたが、それにより自分がどれだけ実羽を好きか気づいた。
ずっと実羽を忘れられなかったが、だんだん一途な苺に惹かれるようになる。
永藤 実羽（ながふじ みはね）
ブランド「碧」の初代イメージモデル。郁依の元彼女。
千洋の想いに告白されるまで気づかなかった。恐らく鈍感と思われる。後に郁依とよりを戻す。
中学校は森園学園だったが、郁依と同じ高校を受験し入る。
妹の杏珠に次ぐ巨乳。
堤から「ドイツに行きたい」と告げられた際、「自分も一緒に行く」と告げた。
有田 花楓・苺（ありた -）
双子のデザイナー。ファッション誌「珠苑」の10年ぶりの大賞受賞者。
学校の校則が厳しく名字を「河本」、年齢を「17歳」と偽り「珠苑」に応募。実際は港南中学校の3年生。森園に合格し、春から森園学園高等部に通っている。
花楓（かえで）
双子の兄。強気だが苺と比べるといくらか頼りない性格。頭も悪く、ことごとく苺とは正反対。ナカが好きと自覚してからは何かとキャラの位置が不憫。
苺（いちご）
双子の妹。強気で姉御肌な性格。頭も良く、的を射るセリフをよく言う。ナカとは大の仲良しで会うたびに抱き締められている。千洋が好きだが、彼の実羽への想いを知っている。それでもこの恋を続けていくことを決めた。
千洋に苺の思いが通じ、晴れてカップルとなる。
宇津木 遊佐（うづき ゆさ）
「boom!」に移籍してきた元メンモンのモデル。ジャンクのメンズラインでナカと組むことになる。
ヘアメイクのプロを目指している。その腕はかなりのもの。
本人は無自覚だが、ナカのことが好き。天然と思われる言動をする。
永藤 杏珠（ながふじ あず）
実羽の妹で、堤の所属する事務所社長の娘。
4歳からドイツで暮らしていた帰国子女で、片言の日本語を話す（「思い通り」を「おもいどり」と言うなどした）。巨乳少女。世間一般に言われるワガママ。
ナカが堤に気に入られているのが気に食わず、ナカを（モデルとして）抹殺しようとしていた。その為、社長である父のコネを使ってナカから仕事を奪っていたが森園の学園祭で問題を起こしてからは父のコネがなくなった。以来、金の力や様々な裏工作を使ったが全く仕事が取れなかった。郁依が好きだが、それ以上に実羽が好きらしい。いわゆるシスコン。

### 仕事関係者
津田 萌葱（つだ もえぎ）
声優：深水由美
ウミやナカが所属する事務所「boom!」の社長。ウミに「ババァ」と言われるとキレる。
ペットとしてボブとサムとミッキーとゴンザレスを飼っている。
皆川 秋良（みながわ あきら）
ブランド「ジャンク」のデザイナー。津田社長への片思い歴3年だが、全く報われていない。
ヒデト☆スズキ
ブランド「ノックス」のデザイナー。ウミやナカの通っている森園学園の卒業生。
自称「純日本人」（どう見ても日本人だが）。「ヒデト☆スズキ」の「☆」は必須らしい。思いつきで周囲の人を振り回す。
有田兄妹が憧れるデザイナーでもある。
秋山 千緒（あきやま ちお）
千洋の母親。ブランド「碧」のデザイナー。
中学の入学式で自分の作った服を褒められデザイナーになることを決意。人相が悪く、小さい頃はナカ同様職務質問を結構受けていたらしい。

### 森園学園生徒会
押村（おしむら）
森園学園の生徒会役員で役職は書記。気が弱そうに見えるが、かなり毒舌でウミをいじるのが好き。
同じ生徒会の和泉と付き合っている（生徒会の中ではウミだけ知らなかった）。惚れた理由は「会長いじりの妙技に惹かれた」から。
和泉（いずみ）
森園学園の生徒会副会長で押村の彼氏。惚れた理由は「梶原いじりの才能に惹かれた」から。
表情を崩さず、淡々とした物言いをする。しかしウミの調子が変な時はアドバイスをしてあげたりもする、しっかり者。
加賀（かが）
和泉と同じく森園学園の生徒会副会長。
森（もり）
森園学園の生徒会会計。

### 梶原家
梶原 風（かじわら ふう）
声優：雪野五月
ウミの姉。いつも「瞬殺」や「激闘」と書かれた手作りTシャツを着ている。
ウミが大好きで、「ナカちゃんがウミの彼女だったりしたらぶっ殺してるわよ、もぉ〜」と笑顔で発言していた。また女モデルのウミが "男" だとバレそうになった時、女バージョンのウミに変装してバニーちゃんになったことがある。
梶原 星（かじわら せい）
ウミの兄。長男。ゲーマー。
梶原 天（かじわら そら）
ウミの兄。次男。
梶原 森（かじわら しん）
声優：大原崇
ウミの兄。三男。詩人の会・会長。女モデルのウミが"男"だとバレそうになった時、男バージョンのウミに変装して森園学園に通ったことがある。
梶原 月（かじわら つき）
ウミの母。ドイツ在住。元ヤンキーでヤンキー時代のあだ名は「スッポン」。昔、家出したウミを3日間不眠不休で説教したことがある。
梶原 陽（かじわら よう）
ウミの父。ドイツ在住。元ヤンキーの総長。

### その他
徳井 憲一（とくい けんいち）
千洋の親友で、映研の部長。いつも右手にビデオカメラを持っている。千洋にはケンケンと呼ばれている。

## 書誌情報
- 福山リョウコ『悩殺ジャンキー』花とゆめ〈白泉社〉 全16巻
  1. 2004年8月19日発売 ISBN 4592188055
  2. 2004年12月16日発売 ISBN 4592180267
  3. 2005年4月19日発売 ISBN 4592180275
  4. 2005年9月16日発売 ISBN 4592180283
  5. 2005年11月9日発売 ISBN 4592180291
  6. 2006年4月19日発売 ISBN 459218274X
  7. 2006年8月18日発売 ISBN 4592182758
  8. 2006年11月17日発売 ISBN 4592182766
  9. 2007年3月19日発売 ISBN 9784592182771
  10. 2007年7月19日発売 ISBN 9784592182788
  11. 2007年10月19日発売 ISBN 9784592182795
  12. 2008年1月18日発売 ISBN 9784592182801
  13. 2008年5月19日発売 ISBN 9784592185734
  14. 2008年8月19日発売 ISBN 9784592185741
  15. 2008年11月25日発売 ISBN 9784592185758
  16. 2009年2月19日発売 ISBN 9784592185765